# Троценко Наталія Іванівна
Ната́лія Троце́нко (нар. 7 листопада 1984) — українська важкоатлетка. Майстер спорту міжнародного класу.

## Життєпис
Народилась 1984 року в Хоросткові. Представляє Тернопільську область, член збірної команди України. Виступала за ФСК «Колос». Займатися почала в 1997 році у тренера Підодвірного М. І.
За 7 років виступів на помості 4 рази виборола звання чемпіона України, 5 разів завойовувала Кубок України, посідала призові місця на міжнародних змаганнях. Встановила 10 рекордів України.
Чемпіонка Європи-2004
Здобула дві срібні медалі чемпіонату Європи у 2006 році у сумі 190 кг та у 2007 році — 186 кг.
У 2008 році стала чемпіонкою Європи у ваговій категорії до 53 кг із результатом двоборства 197 кг.
У 2009 році в Бухаресті змогла повторити свій успіх і виграла чемпіонат Європи з сумарним показником 192 кг. На Чемпіонаті світу-2009 не виступала через проблеми зі здоров'ям